# Lucio Cornelio Lentulo Lupo
Lucio Cornelio Lentulo Lupo (in latino Lucius Cornelius Lentulus Lupus; fl. 156-131 a.C.) è stato un politico e senatore romano.

## Biografia
Console nel 156 a.C. con Gaio Marcio Figulo, censore nel 147 a.C., princeps senatus nel 131 a.C., fu un cittadino distinto per gli onori, ma comunque accusato di estorsione; è attaccato nel primo libro di Satire di Gaio Lucilio.
Si racconta che durante l'anno del suo consolato condusse una campagna militare contro i Dalmati ed i Pannoni, utilizzando Aquileia quale suo "quartier generale". Da qui sembra si spinse fino a Siscia in Pannonia, lungo la Sava.